# أدب نهاية اللعب في الشطرنج
أدب نهاية اللعب في الشطرنج هو نوع من الكتب والمجلات التي تتناول ألعاب نهاية مباراة الشطرنج.
ساهم العديد من أساتذة لعبة الشطرنج في تطوير نظرية الألعاب النهائية على مر القرون، ومن بينهم روي لوبيز دي سيجورا، وفرانسوا أندريه فيليدور، وجوزيف كلينج، وبرنارد هورويتز، ويوهان بيرجر، وأليكسي ترويتسكي، ويوري أفرباخ، وروبن فاين. كما ساهم كين طومسون ويوجين ناليموف وعلماء حاسبات آخرون في تطوير نظرية الألعاب النهائية من خلال وضعهم لقواعد طاولة نهاية اللعبة.
تمثّل بعض كتب نهاية اللعبة أعمالاً عامة تدور حول عدد من أنواع ألعاب النهاية المختلفة، بينما يقتصر البعض الآخر على ألعاب نهاية محددة مثل ألعاب نهاية الرخ، أو ألعاب النهاية غير المرهونة. تتكون معظم كتب أدب نهاية اللعب في الشطرنج عادةً من مجلد واحد يختلف في حجمه من كتاب لآخر، إلا أن هناك أعمال أدبية كبيرة متعددة المجلدات في هذا المجال.
تغطي معظم الكتب الألعاب النهائية التي تم فيها تحليل المسار الصحيح بالتفصيل، إلى جانب العديد من الكتب التي تركّز على إستراتيجية نهاية اللعبة، حيث لا يكون التحليل الدقيق ممكنًا حالياً، نظرًا لوجود المزيد من القطع. تملأ كتب إستراتيجيات نهاية اللعبة الفجوة ما بين أدبيات نهاية اللعبة الوسطى وبين النوع الآخر من الكتب.

## تاريخ أدب نهاية لعبة الطرنج
عُثر على دراسة لبعض الألعاب النهائية العملية في المخطوطات العربية التي تعود أصولها إلى ما بين القرنين الثاني عشر والثالث عشر، إلا إن معظمها ليس عظيم القيمة اليوم، لأنها وضعت قبل إضافة قاعدة ترقية البيدق.
درس كتاب لاتيني من القرن الثالث عشر لمؤلف مجهول نهاية لعبة الفارس مقابل بيدق، وشكّل أساس العمل اللاحق لأليكسي ترويتسكي في القرن العشرين.
احتوى كتاب روي لوبيز دي سيجورا عام 1561 على ثماني فقرات حول الألعاب النهائية. استخدمت فقرات الكتاب قواعد لعبة الشطرنج الإسبانية السارية في ذلك الوقت، حيث كانت حالة الجمود ومنع ملك الخصم من الحركة بمثابة نصف فوز. نشر بيترو كاريرا في عام 1617معلومات حول عدة أنواع من ألعاب النهاية مثل وضع الملكة مقابل أسقفين، ورخين مقابل رخ وفارس، ورخان مقابل رخ وأسقف.
نشر العديد من الكتاب كتبًا لتطوير نظرية نهاية اللعبة، وكان من بينهم جيوشينو جريكو عام 1624، وفيليب ستاما عام 1737، وفرانسوا-أندريه فيليدور عام 1749. كما قام أليساندرو سالفيو في عام 1634 بتحليل الألعاب النهائية مثل ألعاب نهاية الرخ. ركز كتاب فيليدور على تحليل نهاية اللعبة أكثر بكثير من الكتب السابقة حيث تضمنت الطبعة الأولى تحليلاً للعبة نهاية الرخ والأسقف مقابل الرخ، وغطت الطبعات اللاحقة من الكتاب وضعية إماتة الملك باستخدام الأسقف والفارس، أو باستخدام الرخ والبيدق مقابل الأسقف، أو باستخدام الملكة مقابل الرخ والبيدق، أو الملكة مقابل الرخ، أو الرخ والبيدق مقابل الرخ، أو الملكة والبيدق مقابل الملكة، أو الملكة مقابل البيدق في المرتبة السابعة، أو فارس مقابل بيدق، أو بيادق مقابل بيدق واحد، أو اثنان من البيادق المعزولة مقابل بيدقين متصلين.